# ستيوارت إرفينغ
ستيوارت إرفينغ (بالإنجليزية: Stuart Irving)‏ هو لاعب هوكي الجليد أمريكي، ولد في 2 فبراير 1949 في بيفرلي في الولايات المتحدة.

## وصلات خارجية
- ستيوارت إرفينغ على موقع EliteProspects.com (الإنجليزية)
- ستيوارت إرفينغ على موقع أوليمبيديا (الإنجليزية)